# Steven Flomenhoft
Steven Flomenhoft (Chicago, Illinois,  1971. május 4. –) amerikai jégkorongozó.

## Pályafutása
Komolyabb junior karrierjét az USHS-ben az Avon Old Farms Schoolban kezdte 1988-ban. 1989-ben felvételt nyert a Harvard Egyetemre. A National Hockey League-be nem draftolta egy csapat sem a hivatalos drafton. Az egyetemen játszott a jégkorongcsapatban. Négy év után 1993-ban elhagyta az egyetemet és profi játékos lett. Közben az 1992-es NHL Supplemental Drafton az Ottawa Senators kiválasztotta őt. Ez egy speciális draft volt akkoriban. A nem draftolt egyetemi játékosokat lehetett utólag kiválasztani és leigazolni. Az NHL-ben sosem játszott. 1993-ban 2 mérkőzést játszott az American Hockey League-es New Haven Senatorsban. A következő évben 4 mérkőzést az International Hockey League-es Atlanta Knightsban töltött majd a teljes idényt az ECHL-es Knoxville Cherokees játszotta le. 64 mérkőzésen 93 pontot szerzett. Utolsó profi idényében is szerepelt, majd visszavonult.